# Rallye d'Australie 2011
Le Rallye d'Australie 2011 est le 10e rallye du Championnat du monde des rallyes 2011.

## Résultats

### Classement final
| Rang              | Pilote                | Copilote           | Ordre de départ (numéro) | Voiture                        | Écurie                   | Temps             | Écart             | Points            |
| Toutes catégories | Toutes catégories     | Toutes catégories  | Toutes catégories        | Toutes catégories              | Toutes catégories        | Toutes catégories | Toutes catégories | Toutes catégories |
| ----------------- | --------------------- | ------------------ | ------------------------ | ------------------------------ | ------------------------ | ----------------- | ----------------- | ----------------- |
| 1.                | Mikko Hirvonen        | Jarmo Lehtinen     | 3 (3)                    | Ford Fiesta RS WRC             | Ford Abu Dhabi WRT       | 3 h 35 min 59 s 0 | -                 | 25                |
| 2.                | Jari-Matti Latvala    | Miikka Anttila     | 4 (4)                    | Ford Fiesta RS WRC             | Ford Abu Dhabi WRT       | 3 h 36 min 13 s 7 | 14 s 7            | 18 + 2 = 20       |
| 3.                | Petter Solberg        | Chris Patterson    | 5 (11)                   | Citroën DS3 WRC                | Petter Solberg WRT       | 3 h 36 min 43 s 8 | 44 s 8            | 15 + 1 = 16       |
| 4.                | Matthew Wilson        | Scott Martin       | 6 (5)                    | Ford Fiesta RS WRC             | M-Sport Stobart Ford WRT | 3 h 44 min 44 s 2 | 8 min 45 s 2      | 12                |
| 5.                | Khalid Al Qassimi     | Michael Orr        | 8 (10)                   | Ford Fiesta RS WRC             | Team Abu Dhabi           | 3 h 48 min 32 s 3 | 12 min 33 s 3     | 10                |
| 6.                | Hayden Paddon         | John Kennard       | 13 (38)                  | Subaru Impreza WRX STI         | Hayden Paddon            | 3 h 53 min 28 s 3 | 17 min 29 s 3     | 8                 |
| 7.                | Michał Kościuszko     | Maciej Szczepaniak | 15 (22)                  | Mitsubishi Lancer Evolution X  | Lotos Dynamic Rally Team | 3 h 55 min 00 s 3 | 19 min 01 s 3     | 6                 |
| 8.                | Oleksandr Saliuk, Jr. | Pavlo Cherepin     | 19 (30)                  | Mitsubishi Lancer Evolution IX | Mentos Ascania Racing    | 3 h 57 min 07 s 5 | 21 min 08 s 5     | 4                 |
| 9.                | Benito Guerra         | Borja Rozada       | 17 (39)                  | Mitsubishi Lancer Evolution X  | Benito Guerra            | 3 h 58 min 47 s 9 | 22 min 48 s 9     | 2                 |
| 10.               | Sébastien Loeb        | Daniel Elena       | 1 (1)                    | Citroën DS3 WRC                | Citroën Total WRT        | 4 h 06 min 01 s 9 | 30 min 02 s 9     | 1 + 3 = 4         |
| PWRC              |                       |                    |                          |                                |                          |                   |                   |                   |
| 1.                | Hayden Paddon         | John Kennard       | 13 (38)                  | Subaru Impreza WRX STI         |                          | 3 h 53 min 28 s 3 | -                 | 25                |

* : points attribués dans la spéciale télévisée

### Spéciales chronométrées
| Étape             | Spéciale | Heure   | Nom            | Distance | Vainqueur          | Temps         | Vitesse  | Leader             |
| ----------------- | -------- | ------- | -------------- | -------- | ------------------ | ------------- | -------- | ------------------ |
| 1 (8-9 septembre) | SS1      | 19 h 15 | Coffs 1        | 3,77 km  | Sébastien Ogier    | 2 min 46 s 1  | 82 km/h  | Sébastien Ogier    |
| 1 (8-9 septembre) | SS2      | 19 h 30 | Coffs 2        | 3,77 km  | Sébastien Loeb     | 2 min 41 s 1  | 84 km/h  | Sébastien Ogier    |
| 1 (8-9 septembre) | SS3      | 10 h 03 | Shipmans 1     | 29,03 km | Sébastien Loeb     | 15 min 17 s 0 | 114 km/h | Sébastien Loeb     |
| 1 (8-9 septembre) | SS4      | 10 h 58 | Brooklana 1    | 12,78 km | Petter Solberg     | 10 min 01 s 9 | 76 km/h  | Sébastien Ogier    |
| 1 (8-9 septembre) | SS5      | 11 h 29 | Ulong 1        | 12,45 km | Jari-Matti Latvala | 10 min 01 s 9 | 113 km/h | Sébastien Ogier    |
| 1 (8-9 septembre) | SS6      | 14 h 42 | Shipmans 2     | 29,03 km | Jari-Matti Latvala | 16 min 15 s 2 | 107 km/h | Mikko Hirvonen     |
| 1 (8-9 septembre) | SS7      | 15 h 37 | Brooklana 2    | 12,78 km | Mikko Hirvonen     | 16 min 15 s 2 | 74 km/h  | Mikko Hirvonen     |
| 1 (8-9 septembre) | SS8      | 16 h 08 | Ulong 2        | 12,45 km | Jari-Matti Latvala | 10 min 23 s 1 | 108 km/h | Mikko Hirvonen     |
| 1 (8-9 septembre) | SS9      | 18 h 30 | Coffs 3        | 3,77 km  | Jari-Matti Latvala | 2 min 51 s 0  | 79 km/h  | Mikko Hirvonen     |
| 1 (8-9 septembre) | SS10     | 18 h 45 | Coffs 4        | 3,77 km  | Mikko Hirvonen     | 2 min 49 s 9  | 80 km/h  | Mikko Hirvonen     |
| 2 (10 septembre)  | SS11     | 8 h 33  | Welshes 1      | 21,1 km  | Jari-Matti Latvala | 12 min 10 s 2 | 104 km/h | Jari-Matti Latvala |
| 2 (10 septembre)  | SS12     | 9 h 21  | Grace 1        | 19,77 km | Jari-Matti Latvala | 11 min 10 s 9 | 106 km/h | Jari-Matti Latvala |
| 2 (10 septembre)  | SS13     | 10 h 14 | Valla 1        | 14,84 km | Jari-Matti Latvala | 8 min 56 s 2  | 100 km/h | Jari-Matti Latvala |
| 2 (10 septembre)  | SS14     | 10 h 54 | Urunga 1       | 13,79 km | Jari-Matti Latvala | 8 min 41 s 8  | 95 km/h  | Jari-Matti Latvala |
| 2 (10 septembre)  | SS15     | 14 h 02 | Welshes 2      | 21,10 km | Sébastien Ogier    | 11 min 55 s 2 | 106 km/h | Jari-Matti Latvala |
| 2 (10 septembre)  | SS16     | 14 h 50 | Grace 2        | 19,77 km | Sébastien Ogier    | 10 min 56 s 0 | 108 km/h | Jari-Matti Latvala |
| 2 (10 septembre)  | SS17     | 15 h 43 | Valla 2        | 14,84 km | Sébastien Ogier    | 8 min 39 s 7  | 103 km/h | Jari-Matti Latvala |
| 2 (10 septembre)  | SS18     | 16 h 23 | Urunga 2       | 13,79 km | Sébastien Loeb     | 8 min 28 s 8  | 98 km/h  | Jari-Matti Latvala |
| 2 (10 septembre)  | SS19     | 18 h 30 | Coffs 5        | 3,77 km  | Sébastien Loeb     | 2 min 34 s 9  | 88 km/h  | Jari-Matti Latvala |
| 2 (10 septembre)  | SS20     | 18 h 45 | Coffs 6        | 3,77 km  | Sébastien Ogier    | 2 min 33 s 8  | 88 km/h  | Jari-Matti Latvala |
| 3 (11 septembre)  | SS21     | 6 h 56  | Bucca 1        | 14,83 km | Mikko Hirvonen     | 7 min 18 s 3  | 122 km/h | Jari-Matti Latvala |
| 3 (11 septembre)  | SS22     | 8 h 19  | Plum Pudding 1 | 30,00 km | Jari-Matti Latvala | 16 min 26 s 3 | 110 km/h | Jari-Matti Latvala |
| 3 (11 septembre)  | SS23     | 09 h 32 | Clarence 1     | 5,58 km  | Sébastien Loeb     | 2 min 22 s 8  | 115 km/h | Jari-Matti Latvala |
| 3 (11 septembre)  | SS24     | 12 h 03 | Bucca 2        | 14,83 km | Mikko Hirvonen     | 7 min 10 s 6  | 124 km/h | Jari-Matti Latvala |
| 3 (11 septembre)  | SS25     | 13 h 26 | Plum Pudding 2 | 30,00 km | Mikko Hirvonen     | 16 min 07 s 8 | 112 km/h | Mikko Hirvonen     |
| 3 (11 septembre)  | SS26     | 15 h 30 | Clarence 2 *   | 5,58 km  | Sébastien Loeb     | 2 min 18 s 1  | 119 km/h | Mikko Hirvonen     |

* : spéciale télévisée attribuant des points aux trois premiers pilotes

## Classements au championnat après l'épreuve

### Classement des pilotes
Selon le système de points en vigueur, les 10 premiers équipages remportent des points, 25 points pour le premier, puis 18, 15, 12, 10, 8, 6, 4, 2 et 1.
| Rang | Pilote                | Rallyes | Rallyes | Rallyes | Rallyes | Rallyes | Rallyes | Rallyes | Rallyes | Rallyes | Rallyes | Rallyes | Rallyes | Rallyes | Total points |
| Rang | Pilote                | SUE     | MEX     | POR     | JOR     | ITA     | ARG     | GRE     | FIN     | GER     | AUS     | FRA     | ESP     | GBR     | Total points |
| ---- | --------------------- | ------- | ------- | ------- | ------- | ------- | ------- | ------- | ------- | ------- | ------- | ------- | ------- | ------- | ------------ |
| 1er  | Sébastien Loeb        | 102     | 272     | 213     | 161     | 261     | 261     | 202     | 25      | 213     | 43      | -       | -       | -       | 196          |
| 2e   | Mikko Hirvonen        | 25      | 213     | 12      | 142     | 213     | 202     | 161     | 153     | 12      | 25      | -       | -       | -       | 181          |
| 3e   | Sébastien Ogier       | 153     | Ab.     | 261     | 283     | 12      | 15      | 283     | 161     | 272     | 0       | -       | -       | -       | 167          |
| 4e   | Jari-Matti Latvala    | 161     | 15      | 172     | 18      | 2       | 6       | 2       | 202     | 0       | 202     | -       | -       | -       | 116          |
| 5e   | Petter Solberg        | 10      | 131     | 8       | Ab.     | 15      | 153     | 12      | 10      | 111     | 161     | -       | -       | -       | 110          |
| 6e   | Mads Østberg          | 18      | 10      | 0       | 0       | 10      | 10      | 0       | -       | 0       | -       | -       | -       | -       | 56           |
| 7e   | Matthew Wilson        | 2       | Ab.     | 10      | 10      | 2       | 4       | 8       | 4       | 0       | 12      | -       | -       | -       | 52           |
| 8e   | Kimi Räikkönen        | 4       | -       | 6       | 8       | -       | -       | 6       | 2       | 8       | -       | -       | -       | -       | 34           |
| 9e   | Henning Solberg       | Ab.     | 8       | 2       | 0       | Ab.     | -       | 10      | 6       | 6       | -       | -       | -       | -       | 32           |
| 10e  | Dani Sordo            | -       | -       | -       | -       | 8       | -       | -       | Ab.     | 15      | -       | -       | -       | -       | 23           |
| 11e  | Federico Villagra     | -       | 2       | 4       | 6       | 0       | 8       | Ab.     | -       | -       | -       | -       | -       | -       | 20           |
| 12e  | Khalid Al Qassimi     | 1       | -       | 0       | 4       | 0       | -       | -       | 0       | -       | 10      | -       | -       | -       | 15           |
| 13e  | Juho Hänninen         | -       | 4       | -       | -       | 4       | -       | 4       | 1       | 0       | -       | -       | -       | -       | 13           |
| 14e  | Hayden Paddon         | -       | -       | 0       | -       | -       | 2       | -       | 0       | -       | 8       | -       | -       | -       | 10           |
| 15e  | Martin Prokop         | 0       | 6       | -       | -       | 1       | -       | 0       | 0       | 0       | -       | -       | -       | -       | 7            |
| 16e  | Ott Tänak             | -       | 1       | -       | -       | 6       | -       | Ab.     | 0       | 0       | -       | -       | -       | -       | 7            |
| 17e  | Per-Gunnar Andersson  | 6       | -       | -       | -       | 0       | -       | -       | 0       | -       | -       | -       | -       | -       | 6            |
| 18e  | Michał Kościuszko     | -       | -       | 0       | -       | -       | 0       | -       | 0       | -       | 6       | -       | -       | -       | 6            |
| 19e  | Dennis Kuipers (en)   | 0       | Ab.     | 1       | 2       | Ab.     | -       | 1       | 0       | 1       | -       | -       | -       | -       | 5            |
| 20e  | Armindo Araujo        | -       | -       | -       | -       | -       | -       | -       | -       | 4       | -       | -       | -       | -       | 4            |
| 21e  | Oleksandr Saliuk, Jr. | 0       | -       | 0       | -       | -       | -       | -       | -       | -       | 4       | -       | -       | -       | 4            |
| 22e  | Peter Van Merksteijn  | -       | -       | 0       | -       | -       | -       | -       | -       | 2       | 0       | -       | -       | -       | 2            |
| 23e  | Benito Guerra         | -       | 0       | 0       | -       | -       | 0       | -       | -       | 0       | 2       | -       | -       | -       | 2            |
| 24e  | Bernardo Sousa (en)   | -       | -       | Ab.     | 1       | Ab.     | -       | 0       | 0       | 0       | -       | -       | -       | -       | 1            |
| 25e  | Patrick Flodin        | Dq.     | -       | 0       | -       | 0       | 1       | -       | 0       | 0       | -       | -       | -       | -       | 1            |

| Couleur | Résultat                                                         |
| ------- | ---------------------------------------------------------------- |
| Or      | Vainqueur                                                        |
| Argent  | 2e place                                                         |
| Bronze  | 3e place                                                         |
| Vert    | Classé, dans les points                                          |
| Bleu    | Classé, hors des points Non classé (Nc.)                         |
| Mauve   | Abandon (Ab.) Retrait (Re.)                                      |
| Noir    | Disqualifié (Dq.)                                                |
| Blanc   | N'a pas pris le départ (Np.) Forfait (Forf.) Épreuve annulée (A) |
| Aucune  | N'a pas participé (-)                                            |

3, 2, 1 : y compris les 3, 2 et 1 points attribués aux trois premiers de la spéciale télévisée (power stage).

### Classement des constructeurs
| Rang | Équipe                    | Rallyes | Rallyes | Rallyes | Rallyes | Rallyes | Rallyes | Rallyes | Rallyes | Rallyes | Rallyes | Rallyes | Rallyes | Rallyes | Total points |
| Rang | Équipe                    | SUE     | MEX     | POR     | JOR     | ITA     | ARG     | GRE     | FIN     | GER     | AUS     | FRA     | ESP     | GBR     | Total points |
| ---- | ------------------------- | ------- | ------- | ------- | ------- | ------- | ------- | ------- | ------- | ------- | ------- | ------- | ------- | ------- | ------------ |
| 1er  | Citroën Total WRT         | 22      | 25      | 43      | 40      | 37      | 40      | 43      | 40      | 43      | 14      | -       | -       | -       | 347          |
| 2e   | Ford Abu Dhabi WRT        | 40      | 33      | 27      | 30      | 20      | 24      | 21      | 30      | 17      | 43      | -       | -       | -       | 285          |
| 3e   | M-Sport Stobart Ford WRT  | 18      | 18      | 4       | 3       | 18      | 14      | 12      | 14      | 4       | 12      | -       | -       | -       | 117          |
| 4e   | Petter Solberg WRT        | -       | 12      | 10      | 0       | 15      | 12      | 12      | 10      | 12      | 15      | -       | -       | -       | 98           |
| 5e   | Ice 1 Racing              | 8       | -       | 8       | 10      | -       | -       | 8       | 4       | 10      | -       | -       | -       | -       | 48           |
| 6e   | Munchi's Ford WRT         | -       | 6       | 6       | 8       | 4       | 8       | -       | -       | -       | -       | -       | -       | -       | 32           |
| 7e   | Team Abu Dhabi            | 6       | -       | 1       | 6       | 6       | -       | -       | 1       | -       | 10      | -       | -       | -       | 30           |
| 8e   | FERM Power Tools WRT      | 4       | 0       | 2       | 4       | 0       | -       | 4       | 2       | 6       | -       | -       | -       | -       | 22           |
| 9e   | Van Merksteijn Motorsport | -       | -       | 0       | 0       | 0       | 0       | 0       | -       | 8       | 4       | -       | -       | -       | 12           |
| 10e  | Monster WRT               | 2       | 4       | 0       | -       | -       | 2       | -       | -       | 1       | 2       | -       | -       | -       | 9            |
| 10e  | Brazil WRT                | -       | -       | 0       | 0       | 1       | 0       | 0       | -       | 0       | -       | -       | -       | -       | 1            |